# Franz von Hoesslin
Franz von Hoesslin, född 31 december 1885 i München, död 25 september 1946 i Sète, var en tysk dirigent och kompositör.
Franz von Hoesslin var elev till Max Reger och Felix Mottl. Från 1907 var opera- och konsertdirigent i Sankt Gallen, Danzig, Riga, Lübeck, Mannheim och Berlin. Hoesslin var dirigent vid Grosse Volksoper i Berlin 1922–1923, generalmusikdirektör i Dessau 1923–1926 och 1926–1932 generalmusikdirektör i Elberfeld-Barmen. 1932 blev han operachef i Breslau och dirigent för Schlesische Philharmonie. Hosesslin gjorde sig särskilt känd som Wagnerdirigent, bland annat vid festspelen i Bayreuth, och ledde 1929 det stora tyska operagästspelet i Paris. Han gästdirigerade över hela Europa. I Stockholm dirigerade han första gången 1924, sista gången 1941. Bland Hoesslins kompositioner märks orkester- och körverk, en klarinettkonsert, sånger med mera.